# Baie de l'Espérance
La baie de l'Espérance (en anglais Esperance Bay) est une baie située sur la côte sud de l'Australie-Occidentale. Elle abrite la ville d'Esperance.

## Histoire
La baie de l'Espérance est découverte le 9 décembre 1792 par l'expédition commandée par le contre-amiral d'Entrecasteaux, partie à la recherche de Jean-François de Lapérouse. Le mauvais temps avait poussé les navires dans les eaux dangereuses entourée d'îles et de récifs, lorsque l'enseigne Jacques-Bertrand Legrand aperçoit un passage navigable et un point d'ancrage à l'abri des vents, permettant aux deux frégates de d'Entrecasteaux d'échapper « miraculeusement » au naufrage. Un des botanistes de l'expédition Jacques Labillardière proposa de nommer la baie d'après son découvreur Le Grand, et il y fait référence dans ses feuillets sous le nom de « Baie Le Grand ». D'Entrecasteaux décide finalement de donner à la baie le nom d'une de ses frégates, L'Espérance. Le cap, à l'extrémité est de la baie est nommé Cap Le Grand en l'honneur de Le Grand.

## Source
- (en) Cet article est partiellement ou en totalité issu de l’article de Wikipédia en anglais intitulé « Esperance Bay » (voir la liste des auteurs).